# Landschaftsschutzgebiet Werretal westlich Bad Meinberg

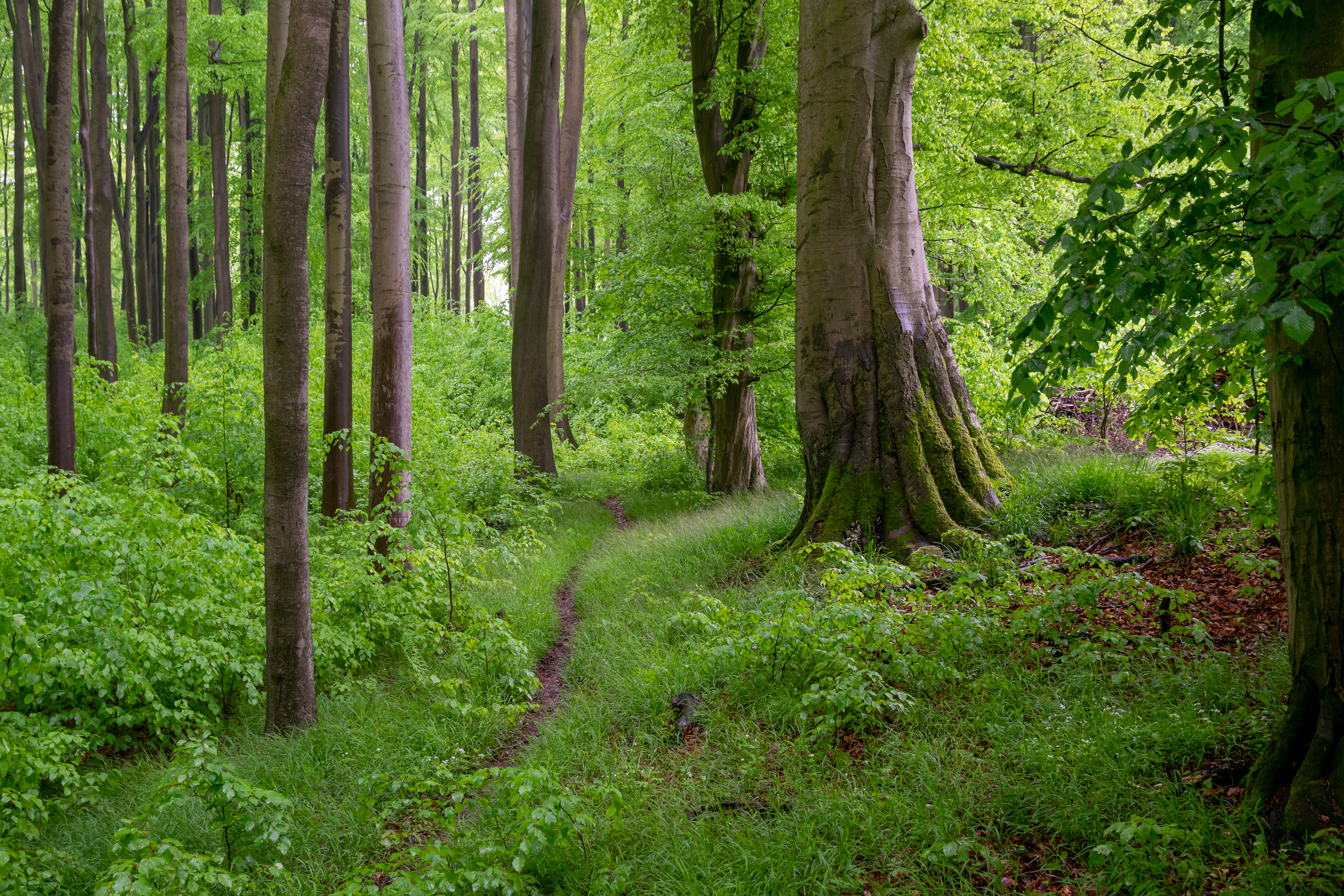
Landschaftsschutzgebiet Werretal westlich Bad Meinberg

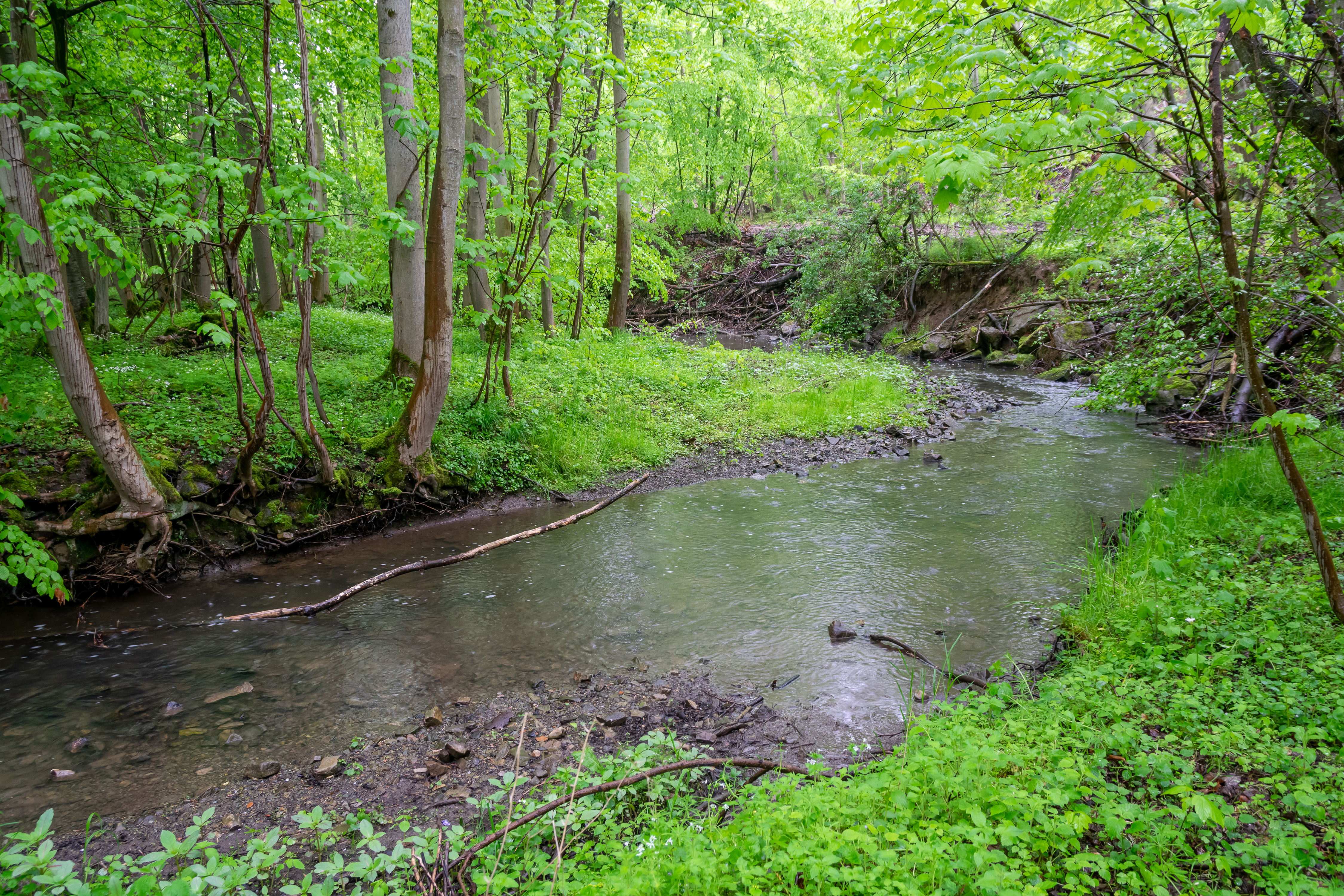
Werre

Das Landschaftsschutzgebiet Werretal westlich Bad Meinberg mit etwa 37,5 ha Flächengröße liegt im Stadtgebiet von Horn-Bad Meinberg. Es wurde 2005 mit dem Landschaftsplan  Nr. 10 Horn-Bad Meinberg/Schlangen durch den Kreistag des Kreises Lippe als Landschaftsschutzgebiet (LSG) ausgewiesen.

## Beschreibung
Das LSG besteht aus vier Teilflächen. Zwei Teilflächen liegen nördlich und zwei südlich der B 239. Auch die Schönemarker Straße scheindet eine Teilfläche ab. Das LSG umfasst das Tal der unverbauten Werre westlich von Bad Meinberg bis zur Stadtgrenze nach Detmold. An der Werre stehen meist Ufergehölze. An Kleingewässer stehen Kopfweiden ausgebildet. Im Bereich der ehemaligen Kläranlage ist ein alter, weitgehend intakter Auenwaldrest mit  artenreicher Krautschicht vorhanden. An den Auenwaldrest grenzt eine kleine Feuchtbrache an.

## Schutzzwecke für das LSG
Laut Landschaftsplan erfolgte die Ausweisung des LSG
- „zur Erhaltung der Leistungsfähigkeit des Naturhaushaltes,“
- „zur Erhaltung und Wiederherstellung eines Waldbereiches mit unterschiedlichen Feuchtestufen,“
- „zur Erhaltung eines Waldkomplexes in der Zerfallphase, wegen der Eigenart und Schönheit des alten Hudewaldes,“
- „zur Sicherung der das Landschaftsbild prägenden Alt- und Totholzbestände.“[1]

## Rechtliche Vorschriften
Im Landschaftsschutzgebiet ist unter anderem das Errichten bzw. Anlegen von Bauten und Fischteichen verboten. Grün- und Brachland darf nicht in eine andere Nutzungsart umgewandelt oder umgebrochen werden. Es ist im LSG verboten, Hunde frei laufen zu lassen, ausgenommen ist die ordnungsgemäße Jagd und Hof- und Gartenbereiche. Obstbäume auf Obstwiesen und Einzelbäume dürfen nur gefällt werden, wenn dies einvernehmlich mit der Unteren Landschaftsbehörde abgestimmt wurde und entsprechende Ersatzbäume gepflanzt werden. Das LSG besteht aus vier Teilflächen.